# 峰江街道
峰江街道，中国浙江省台州市路桥区下辖的一个街道。

## 行政区划
峰江街道现辖：
山后许社区、浮排社区、白枫桥社区、兴峰社区、白枫岙村、亭屿村、十份村、葛家村、八份村、施家村、下泾头村、苍东村、苍西村、路西村、黄施洋村、筻李王村、李耆埭村、后黄村、钟家村、下洪洋村、打网桥村、玉露洋村、蒋僧桥村、左川胡村、孙家村、上陶村、谷岙村、西山村、安溶村、桥洋村、上蔡村、下陶村、车家村和沧前村。